# Linköping (comuna)
Linköping ou Lincopinga (em sueco: Linköpings kommun) é uma comuna da Suécia, localizada no centro do condado da Östergötland. 
Sua capital é a cidade de Linköping. 
Possui uma área de 1 436 km2 e tem uma população de 163 051 habitantes (2020).

## Etimologia e uso
O nome Linköping deriva possivelmente das palavras nórdicas Liunga (nome de uma localidade; campo de urzes) e køpinger (local de comércio).

## Geografia
A comuna de Linköping está situada na parte central do condado da Östergötland. Partilha o lago Roxen com a comuna de Norrköping. O terreno é ondulado com elevações e vales, cobertos por florestas na zona norte.

## Localidades principais
Localidades com mais população da comuna (2018):

| # | Localidade | População |
| - | ---------- | --------- |
| 1 | Linköping  | 113 042   |
| 2 | Ljungsbro  | 6 686     |
| 3 | Malmslätt  | 5 017     |
| 4 | Tallboda   | 3 326     |
| 5 | Linghem    | 3 021     |
| 6 | Sturefors  | 2 885     |

## Economia
A comuna de Linköping dispõe de empresas e instituições variadas ligadas à indústria e aos serviços. Entre as empresas mais importantes estão a Saab (aviação, computadores, eletrónica), a Svenska Järnvägsverkstäderna (oficinas ferroviárias) e a Cloetta Fazer (chocolate). A comuna local e a Região Östergötland são os maiores empregadores. Alberga igualmente a "Guarnição de Linköping", uma considerável congregação de unidades e atividades militares incluindo o Esquadrão de Helicópteros da Suécia, a escola prática de Aviação da Força Aérea e o aeródromo Militar de Malmen. O sector da informática expandiu graças à cooperação entre a universidade de Linköping e as empresa locais. 

## Comunicações
A comuna de Linköping é atravessada pela estrada europeia E4 (Haparanda-Estocolmo-Linköping-Helsingborg)  e pelas estradas nacionais 34 (Ålem-Linköping-Motala) e 23 (Linköping-Malmö).
A cidade de Linköping é um  nó ferroviário, com ligações a Estocolmo, Malmö e Kalmar.                                                                
A comuna é atravessada pelo Canal de Göta e pelo rio Motala.

O Aeroporto de Linköping fica situado a poucos minutos do centro da cidade. Além da aviação civil, é também usado pela empresa aeronáutica Saab.

Comuna de Linköping
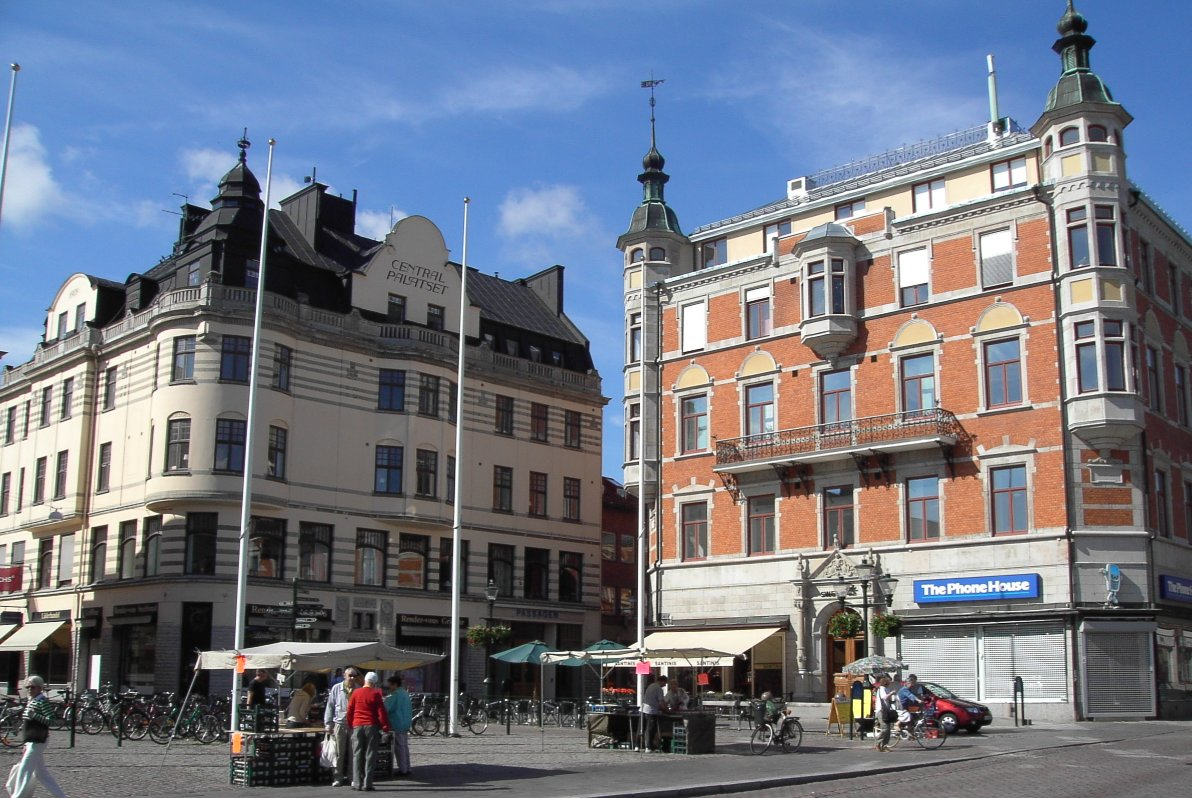
A praça central ”Stora torget”
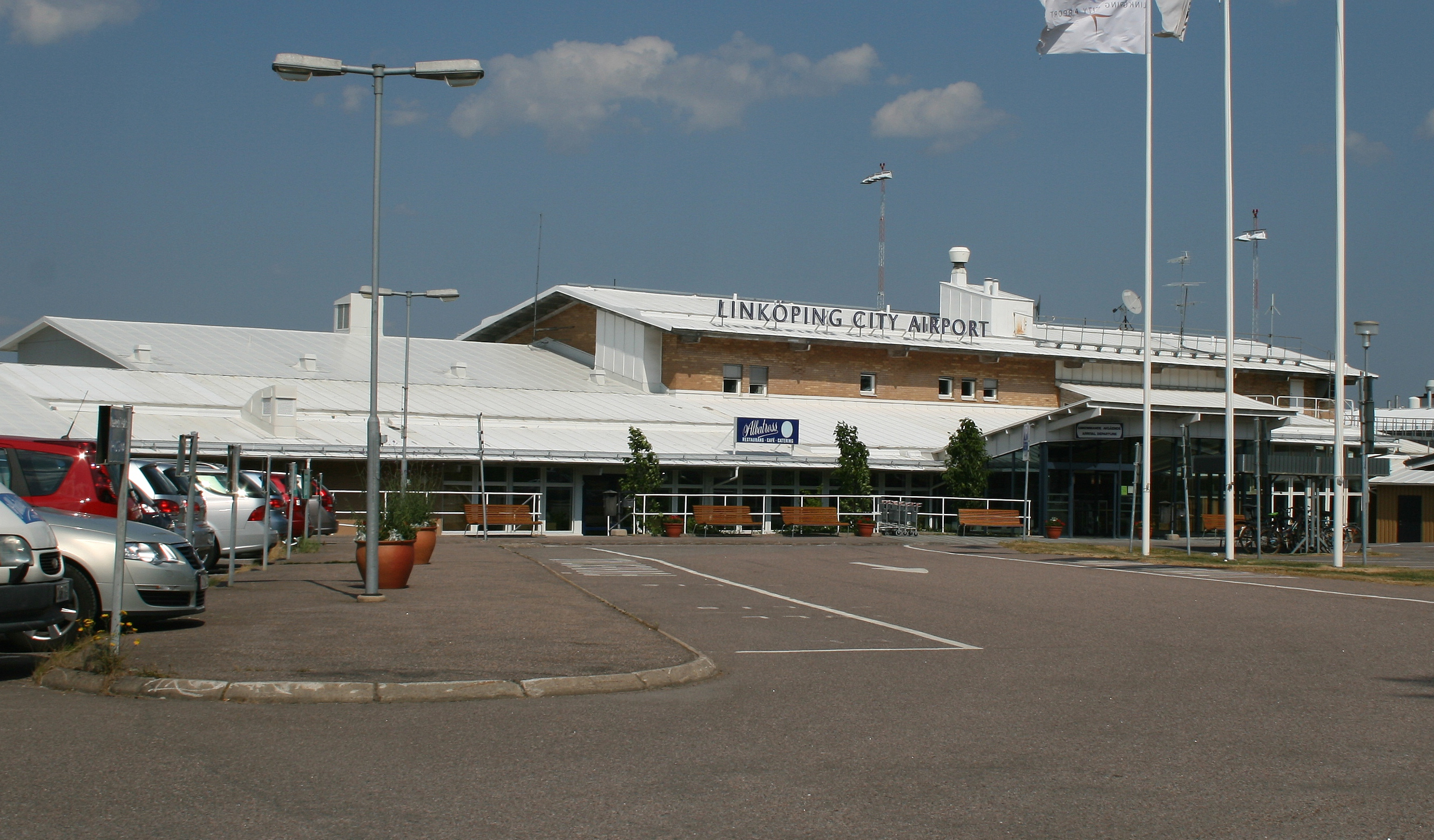
O aeroporto de Linköping
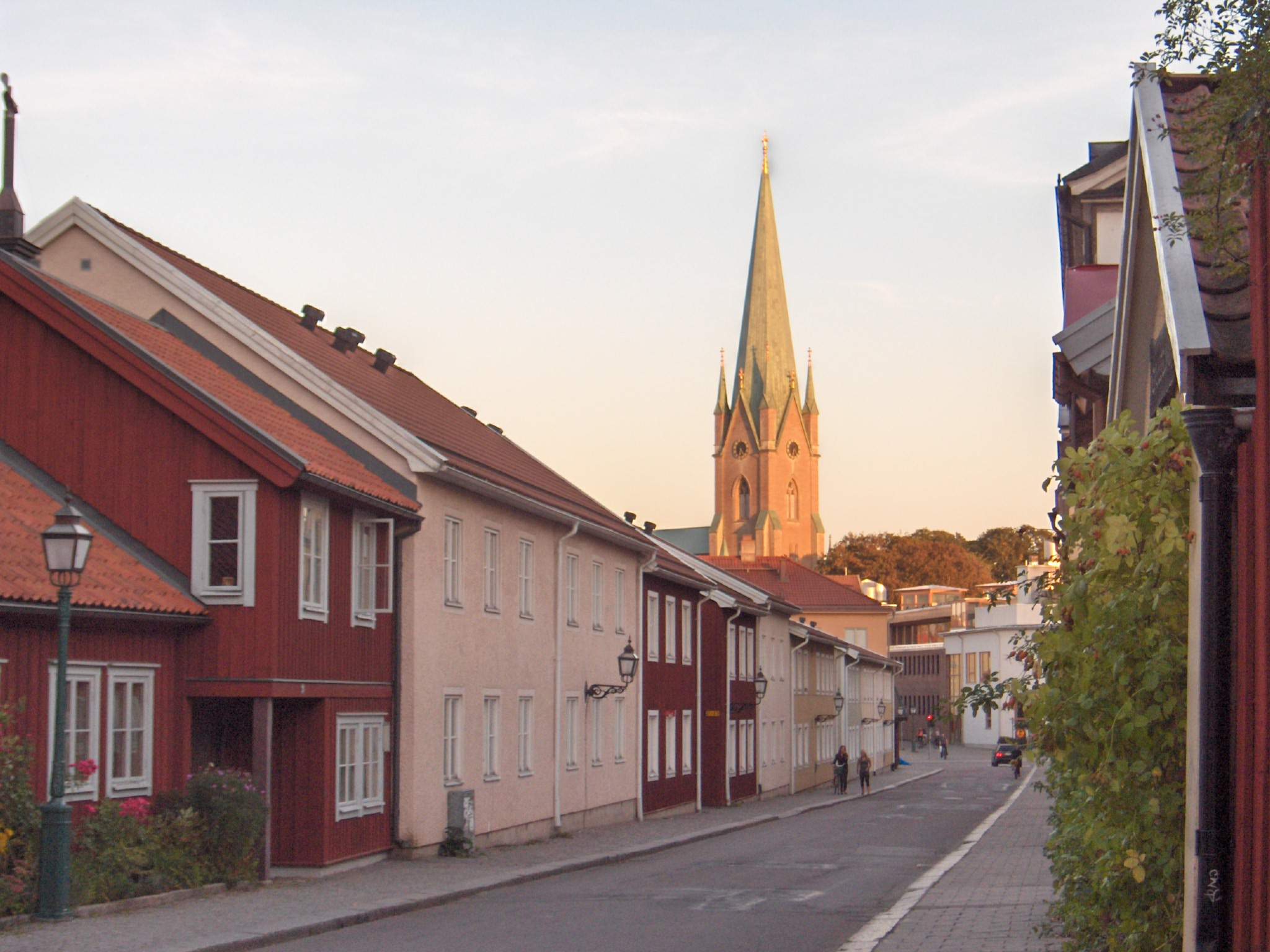
Casas tradicionais com a catedral de Linköping ao fundo
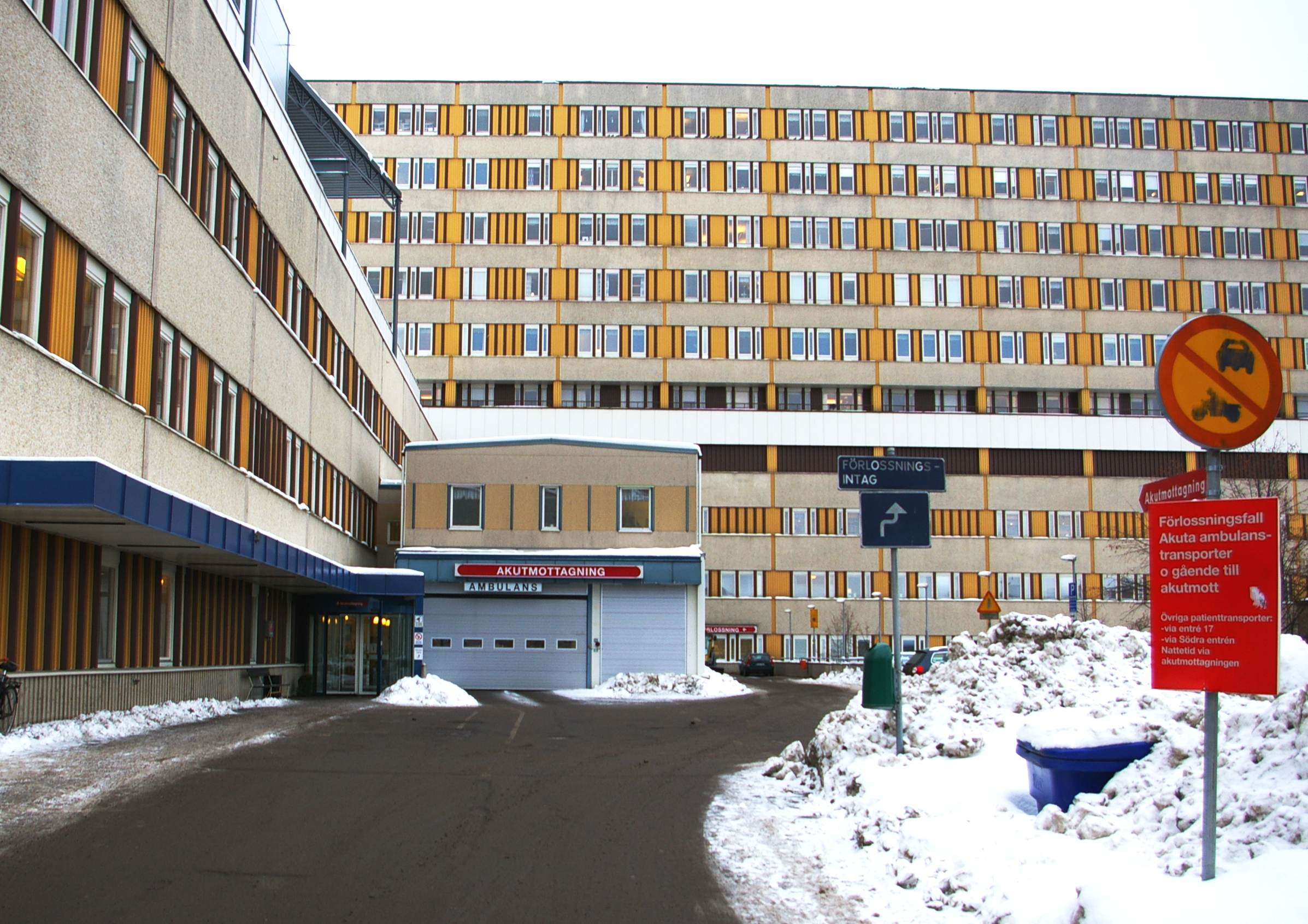
O Hospital Universitário de Linköping